# Consonne affriquée uvulaire voisée
La consonne affriquée uvulaire voisée est un son consonantique rare, présent dans quelques langues. Son symbole dans l'alphabet phonétique international est [ɢ͡ʁ].

## Symboles de l'API
Son symbole complet dans l'alphabet phonétique international est ɢ͡ʁ, représentant un ɢ minuscule dans l'alphabet latin, suivi d'un ʁ minuscule, reliés par un tirant. Le tirant est souvent omis quand cela ne crée pas d'ambiguïté.
| ɢ͡ʁ               | ɢʁ                            |
| Symbole complet. | Forme simplifiée sans tirant. |

## En français
Le français possède ce son : gras [ɢ͡ʁɑ].